# Abekhiank
Abekhiank era una regió d'Armènia a la província del Airarat, que va ser feu de la família de nakharark anomenada Abekhian.
El territori ja apareix mencionat en temps del rei d'Urartu Sarduri II (753 aC - 735 aC). Limitava al nord amb el Vanand, a l'est amb el Havnunik i a l'oest i sud amb el Bassèn. La capital era Mantziciert.